# Аким (должность)
Аким (каз. әкім, кирг. аким, узб. hokim, туркм. häkim) — глава местного исполнительного органа государственной власти в Казахстане, Кыргызстане, Узбекистане и Туркменистане. Аким является официальным представителем президента страны.

## Аким в Казахстане
В Казахстане аким является главой акимата (администрации области, городов республиканского значения или столицы, районов области и сельских округов района), являющегося представителем президента и правительства республики.
По данным на 2017 год, 91 % всех акимов страны (городов районного значения, сельских округов, посёлков и сёл) избирались непрямым голосованием.
Акимы областей, городов республиканского значения и столицы назначаются на должность президентом по представлению премьер-министра Казахстана.
С 2013 года акимы городов районного значения, сельских округов, поселков и сёл Республики Казахстан, не входящих в состав сельского округа, избирались сроком на четыре года посредством непрямых выборов. Выборщиками выступали депутаты маслихатов соответствующего района.
В 2018 году в рамках концепции развития местного самоуправления предусмотрено проработать вопрос о целесообразности введения выборов акимов районов и городов областного значения.

### Полномочия
В ведении акима находятся:
1) разработка планов экономических и социальных программ развития территории, местного бюджета, обеспечение их исполнения;
2) управление коммунальной собственностью;
3) назначение на должность и освобождение от должности руководителя местных исполнительных органов, решение иных вопросов, связанных с организацией работы местных исполнительных органов;
4) осуществление в интересах местного государственного управления иных полномочий, возлагаемых на местные исполнительные органы законодательством. Компетенция акима, организация и порядок его деятельности устанавливаются законом. Аким полностью ответственен за работу своей администрации, координирует её с деятельностью местных законодательных органов. Принимает распоряжения и постановления, обязательные к исполнению руководителей всех предприятий, организаций и учреждений вне зависимости от их форм собственности и гражданами.

## Аким в Кыргызстане
В Кыргызстане аким является главой акимата (государственной районной администрации).